# Бридж
Бридж (англ. bridge) — карточная интеллектуальная командная или парная игра. Спортивный бридж — единственная из карточных игр, признанная Международным олимпийским комитетом в качестве вида спорта. По своей сложности и популярности бридж стоит в одном ряду с такими интеллектуальными играми, как шахматы, го и др.
Основные разновидности бриджа: робберный и спортивный бридж. Робберный бридж практикуется на дому. В этой разновидности бриджа соревнуются четыре игрока: два против двух других. В спортивном бридже играется определённое количество сдач, причём каждая сдача разыгрывается на двух или более столах разными игроками с последующим сравнением результатов. Задача каждой пары в спортивном бридже — получить лучший результат, чем другие пары с теми же самыми картами.

## История
Существует несколько версий о происхождении названия игры. По одной из них, слово «бридж» произошло от названия старинной русской игры «бирюч», в своё время весьма распространённой в среде русских посыльных (так называемых бирючей), в которую они коротали время на постоялых дворах, где предположительно и произошло знакомство европейцев с игрой, но так как само слово для иностранцев было труднопроизносимо, произошла смена названия на более привычное англичанам «бридж», о чём повествует известный автор множества книг о бридже Уильям Далтон, в своей постоянной рубрике «Бридж по субботам» (англ. «Saturday' Bridge»), которую Далтон вёл для The Saturday Review, и о чём в Британском музее сохранился одноименный трактат (англ. «Biritch»).
Прямым предком правил современного бриджа является чрезвычайно популярный в России XIX — начала XX века вист, из которого в бридж перешли без изменений система торговли (заказа партии), а также правила и приёмы разыгрывания взяток. В 1890-х в Европе возникла модификация виста, отличительной особенностью которой стало наличие «болвана» при разыгрывании партии (бридж — единственная из игр данного класса, использующая этот приём). Вторым заметным отличием новой модификации стало упрощение и выравнивание в системе стоимости партий в зависимости от козырной масти и числа заказанных взяток. Данная модификация виста закрепилась в Европе в качестве самостоятельной игры предположительно после исчезновения в России «больших» коммерческих игр (в том числе винта) в результате событий, последовавших после 1917 года.
Правила, близкие к современному бриджу, возникли в 1925 году при непосредственном участии Гарольда Стирлинга Вандербилта, который вложил в популяризацию бриджа немало денег. Тогда в игру было внесено понятие «зональности» и некоторые другие элементы, которые и определили дальнейший успех бриджа на международной арене. Разработанный тогда вариант правил игры далее практически не менялся, таким образом, 1925 год можно считать годом появления бриджа в мире.
Бриджу уделяли внимание многие известные личности, такие, как Уинстон Черчилль, Дуайт Эйзенхауэр, Маргарет Тэтчер, Дэн Сяопин, Омар Шариф, Билл Гейтс, Стив Возняк, Уоррен Баффет и др. В последние годы жизни, формально покинув все официальные партийные, государственные и общественные должности, Дэн Сяопин сохранил за собой только должность почётного председателя Всекитайской ассоциации бриджа.

## Ходигры
За одним столом играют две пары игроков, игроки одной пары сидят друг напротив друга. Традиционно игроки называются по сторонам света: Север (N), Восток (E), Юг (S) и Запад (W). Пара Север-Юг (NS) играет против пары Восток-Запад (EW). Каждая раздача состоит из двух фаз — торговли и розыгрыша. Заявки в торговле и игра картами производятся игроками поочерёдно по часовой стрелке.

### Подготовка к игре
Для игры используется стандартная колода из 52 карт от двойки до туза четырёх мастей. При раздаче каждый игрок получает по 13 карт. Один из игроков является сдающим (англ. dealer).
В робберном бридже сдающий раздаёт карты по одной по часовой стрелке, начиная с соперника слева и заканчивая собой. В это же самое время, для удобства игроков, партнёр сдающего замешивает сдачу, которая будет играться следующей. Сдающие меняются по часовой стрелке, то есть следующим сдающим становится оппонент слева.
В спортивном бридже в каждой конкретной сдаче один из игроков формально является сдающим, но на самом деле все расклады готовятся только однажды в самом начале турнира или матча. В процессе игры участники не бросают карты на середину стола, а кладут их перед собой и переворачивают рубашкой вверх по окончании каждой взятки. Это позволяет, в случае возникновения между игроками разногласий по поводу количества выигранных взяток, восстановить ход розыгрыша после окончания сдачи. Когда сдача сыграна, каждый игрок возвращает свои карты в отсек специальной коробки, в которой сдача может быть перенесена за другой стол. Переходя к следующей коробке, игроки достают карты из отсеков, соответствующих их игровым позициям за столом, и пересчитывают их, держа рубашкой кверху, чтобы убедиться, что карт ровно 13. Таким образом удаётся предотвратить сбои, которые могли возникнуть из-за неправильного вложения карт в коробку за другими столами.
На крупных турнирах подготовка сдач осуществляется автоматически. Для этого используются специальные карты со штрихкодом, нанесённым на лицевую сторону. Программа-генератор выдаёт случайный расклад, который посылается раздаточной машине, распознающей карты по штрихкоду и раскладывающей их в отсеки стандартных коробок в соответствии с заданным раскладом.

### Торговля
Целью торговли является определение контракта — обязательства одной стороны взять определённое количество взяток в назначенной ею деноминации (масти или «без козыря»). Во время торговли игроки, начиная со сдающего, по очереди делают заявки. Существует 4 типа заявок:
- Пас — незначащая заявка.
- Назначение — указание уровня и номинации. Каждое последующее назначение должно быть выше предыдущего либо по уровню, либо (если уровень одинаков) по деноминации. В бридже принято следующее старшинство деноминаций в порядке возрастания: трефа(♣), бубна(♦), черва(♥), пика(♠), «Без Козыря»(БК). Таким образом, после заявки 3♥ возможными назначениями являются 3♠, 3БК, а также все назначения на уровне 4 и выше. Особенностью торговли в бридже является то, что назначение на уровне N является на самом деле обязательством взять N+6 взяток. То есть назначение 3♠ есть обязательство взять 3+6=9 взяток при козыре пики.
- Контра — эту заявку можно сделать в случае, когда последней значащей заявкой было назначение соперников. Это означает обязательство не дать противникам взять заявленное количество взяток. Штраф за подсад под контрой, равно как и премия за выполненный контракт, возрастают.
- Реконтра — возможна в случае, если последней значащей заявкой была контра соперников. И штраф за подсад, и премия за выполненный контракт под реконтрой вдвое выше, чем под контрой.

Торговля прекращается после трёх пасов подряд, последовавших после любой заявки. Если в начале торговли все четыре игрока сказали «пас», все получают по 0 очков и сдача завершается. Последнее назначение «N деноминация» (с возможной контрой или реконтрой) называется финальным контрактом и означает обязательство пары взять N+6 взяток при указанных козырях (либо в бескозырной игре). В паре, выигравшей торговлю, игрок, который первым заявил финальную деноминацию, становится разыгрывающим (англ. declarer), а его партнёр — болваном (англ. dummy). Соперники разыгрывающей пары называются вистующими (англ. defenders).
Пример торговли (сдавал Запад):
| Запад | Север | Восток | Юг  |
| ----- | ----- | ------ | --- |
| пас   | 1♥    | пас    | 1♠  |
| пас   | 2♦    | контра | 3♠  |
| пас   | 4♠    | пас    | пас |
| пас   |       |        |     |

Итак, Восток-Запад (EW) становятся вистующими, Юг — разыгрывающим (так как он первым заявил пику), Север — болваном, а пика — козырной мастью. Паре NS требуется взять 10 взяток для выполнения контракта. Контра Востока была отменена последующей заявкой Юга 3♠, поэтому она не оказывает влияния на финальный контракт.

### Розыгрыш
Первый ход делает противник разыгрывающего, сидящий слева. После этого болван кладёт свои карты на стол и его картами управляет разыгрывающий, указывая болвану, какой картой ходить со стола.
Игра ведётся так же, как и в других играх на взятки с одной важной особенностью: бить козырем необязательно.
Результатом розыгрыша является количество взяток, полученных каждой парой, независимо от того, кто именно в паре получил взятку.

## Подсчёт очков (Робберный бридж)
Робберный бридж является игрой для 4 человек, таким образом, он сильно зависит от удачи. В середине XX века число игроков в робберный бридж было очень большим.
Однако, с развитием спортивного бриджа и увеличением количества спортивных турниров игроки стали массово переходить в спортивный бридж, который оказался более интересным для большинства игроков. Сегодня робберный бридж в мире практически исчез, в него иногда играют, когда нет возможности собрать 8 человек для полноценного спортивного матча (хотя в таких условиях игроки в спортивный бридж часто предпочитают игру в так называемую «компенсацию», несколько приближающую подсчёт очков и ход игры к спортивному бриджу, особенно к так называемым матчам). Также в мире ещё остались немногочисленные робберные клубы.
Робберный бридж делится на два основных вида: Роббер по классическим правилам и более современный — «Чикаго» (сейчас он более популярен). Вариант «Чикаго» отличается тем, что его правила похожи на правила спортивного бриджа (см. #Подсчет результатов сдачи в спортивном бридже). Кроме того, в отличие от классического роббера, который может очень затягиваться, «Чикаго» имеет фиксированную длину.
В классическом робберном бридже игра делится на независимые «робберы». Запись роббера выглядит примерно так:
```
 50   200
 ----|----
 120 |  
 ----|----
  60 | 40
```

Существует два вида очков — очки «под чертой» даются за заказанные и сыгранные контракты, очки «над чертой» — премии за перебранные взятки, за подсады и т. п.
Для того, чтобы выиграть роббер, одна из пар должна выиграть два гейма, то есть дважды набрать не менее 100 очков под чертой. После каждого гейма очки «под чертой» оказываются «над чертой» и их приходится набирать заново.
Пара, выигравшая гейм, оказывается «в зоне уязвимости» до конца роббера (обычно говорят, просто в зоне). При этом увеличиваются штрафы за подсад и премии за шлемы (см. ниже).
Премия за выигрыш роббера составляет 500 очков, если оппоненты выиграли один гейм, и 700 очков, если не выиграли ни одного гейма.

### Сыгранный контракт
Контракт считается сыгранным, если разыгрывающий набрал не менее заказанного числа взяток (с учетом базовых шести).
Премия за сыгранный контракт зависит от масти контракта: трефа и бубна считаются младшими мастями (миноры, 20 очков за взятку), черва и пика — старшими (мажоры, 30 очков за взятку); первая взятка в бескозырном контракте стоит 40 очков, остальные по 30 очков. Премия за заказанные взятки пишется под чертой, если пара набрала больше взяток, премия за дополнительные («овера») — над чертой. Например, если в контракте 2БК разыгрывающий набрал 9 взяток, он получает 40+30=70 очков под чертой и 30 над чертой.
Контракты 3БК, 4♥, 4♠, 5♣, 5♦ и выше позволяют закрыть гейм за одну сдачу и называются геймовыми контрактами, более низкий контракт называется частичной записью. Естественно, в роббере при наличии у пары очков под чертой более низкий контракт может оказаться геймовым.
За заказанные и сыгранные контракты на 6 и 7 уровне (малый шлем и большой шлем) даются дополнительные премии:
- Малый шлем (партнёры заказали и взяли 12 взяток): премия до зоны 500 очков, в зоне 750 очков.
- Большой шлем (партнёры заказали и взяли все 13 взяток): премия до зоны 1000 очков, в зоне 1500 очков.

### Подсад
Если разыгрывающая сторона не смогла набрать заказанное количество взяток, вистующие записывают себе над чертой за каждую недобранную взятку 50 очков, если разыгрывающие были до зоны, и 100 очков, если в зоне.

### Контра и реконтра
Сыгранный под контрой контракт даёт в 2 раза больше очков под чертой, чем без контры. Кроме того, разыгрывающая пара записывает себе над чертой премию в 50 очков «за незакрытую контру» (иначе: «за обиду» (англ. insult bonus)). Взятки свыше заказанных стоят по 100 очков до зоны и по 200 — в зоне. Например, 2 червы под контрой до зоны с одним овером принесут 120 очков под чертой и 50+100 очков над чертой. Контра в данном случае превратила частичную запись в геймовый контракт.
При подсаде штраф под контрой составляет:
- До зоны — 100 очков за первую недобранную взятку, по 200 за вторую и третью, и по 300 за каждую следующую.
- В зоне — 200 очков за первую недобранную взятку, и по 300 за каждую следующую.

Все перечисленные очки под реконтрой удваиваются. Контра и реконтра не влияют на размер премий за шлем.
Размеры штрафов за недобранные взятки даже под контрой не очень велики. Так, в одинаковой зональности сесть без двух под контрой оказывается выгоднее, чем дать оппонентам сыграть гейм. Поэтому даже при относительно слабых картах часто имеют смысл защитные заявки, когда пара сознательно идёт на значительный риск проигрыша контракта.

## Спортивный бридж
В робберном бридже многое зависит от везения. Чтобы полностью исключить влияние случайности (удачи), в спортивном бридже одна и та же игровая ситуация разыгрывается разными участниками на нескольких столах, после чего сравниваются результаты и выясняется, кто сыграл лучше в одной и той же ситуации. Эта разновидность бриджа носит также название дубликатный бридж (англ. Duplicate Bridge). Поскольку элемент везения в данном виде бриджа исключен, это переводит игру из разряда азартных в разряд спортивных. Масштаб спортивного турнира может варьироваться от клубного, в котором участвует несколько пар, до чемпионатов мира, где одна и та же сдача играется на сотнях столов.
Спортивный бридж официально признан Международным олимпийским комитетом в качестве вида спорта и, наряду с шахматами, шашками, сянци и го, вошел в программу Первых Всемирных Интеллектуальных Игр в Пекине в 2008 году.

### Подсчёт результатов сдачи в спортивном бридже
В спортивном бридже за каждый сыгранный контракт начисляется заранее известное, строго определенное количество очков. Они зависят от уровня контракта, наличия или отсутствия лишних и недобранных взяток и была ли дана контра или реконтра. В отличие от роббера, очки, полученные в прошлых сдачах, не оказывают никакого влияния на подсчет очков в следующих сдачах. Результат каждой сдачи записывается в отдельную колонку и не суммируется с результатами других сдач.
За подсад противников также начисляется определенное количество очков, которое зависит от зональности, наличия контры или реконтры, и количества недобранных взяток.
На самом деле, многие игроки даже не знают, как точно начисляются очки за сыгранные контракты, так как всегда после сдачи можно посмотреть на карточку биддинг-бокса, где указано, сколько очков начисляется за сыгранный контракт в различных условиях. Тем не менее, такое знание полезно для принятия решения в торговле, особенно в конкурентной (когда обе линии претендуют на контракты), а также при оценке оправданности рисков при розыгрыше, особенно в матчах, в которых влияние таких рисков более поддаётся прямому расчёту.
Геймовые и шлемовые контракты приносят значительно больше очков, чем частичные.
Например, в ситуации «в зоне» сыгранный контракт 1бк приносит 90 очков, контракт 2бк — 120 очков. Но контракт 3бк, являющийся геймом, приносит 600 очков. Контракт 6БК приносит 1440 очков (малый шлем), а 7БК приносит 2220 очков (большой шлем)
Более подробно, как считаются очки:

#### Сыгранный контракт
За сыгранный контракт в зоне частичной записи сторона получает премию в 50 очков.
Если была контра, даётся дополнительная премия в 50 очков, если была реконтра - в 100.
Выигравшая сторона получает по 20 очков за каждую взятку свыше шести в минорном контракте, по 30 очков в мажорном и 40 очков за первую взятку в бескозырном (остальные также по 30). Если была контра, эти очки за заказанные взятки удваиваются, а на реконтре — умножаются на 4.
За взятки выше заказанных под контрой даётся 100 очков до зоны, 200 очков в зоне. Под реконтрой - вдвое больше.
Например, контракт 1 бубна имеет 1 взятку свыше 6, то есть это 20 очков + 50 очков премии за сыгранный контракт = 70 очков.
Другой пример: контракт 2бк, сыгранный "на ровно" имеет 2 взятки свыше 6, то есть 40 за первую + 30 за вторую + 50 премия = 120 очков. 8 взяток в контракте 1бк дают столько же очков.
Контракт 1ч на контре имеет 1 взятку свыше 6, что равно 60 (30 умножить на 2 из-за контры) + 50 очков премия + 50 очков за контру = 160 очков.
Контракт 1т на реконтре "на ровно" имеет 1 взятку свыше 6, что равно 80 + 50 очков премии + 100 очков за реконтру = 230 очков.
Контракт 2т на контре с взятыми 9 взятками в зоне даёт 20 * 2 * 2 за две заказанные и взятые взятки под контрой + 200 очков за лишнюю взятку в зоне + 50 очков премии + 50 очков за контру = 380 очков.
Если контракт геймовый (3БК, 4червы, 4 пики, 5 треф, 5 бубен или выше без контры, под контрой - 2мажор/без козыря или 3 минор и выше, под реконтрой - всё, кроме 1 в миноре), то вместо премии 50 очков начисляется премия 300 очков за сыгранный гейм до зоны и 500 в зоне.
Если играется малый шлем (12 взяток), то кроме геймовой премии, сторона получает шлемовую премию, которая составляет 500 очков до зоны и 750 в зоне.
Если играется Большой шлем (13 взяток), то кроме геймовой премии, сторона получает премию за Большой шлем, которая составляет 1000 очков до зоны и 1500 в зоне.

#### Контракт сыгран с лишними взятками
Сыгравшая сторона получает те же премии, что и за свою игру в назначенном контракте, но лишние взятки вознаграждаются:
Без контры - по 20 очков за каждую перебранную взятку при игре в миноре и по 30 в мажоре или БК. 
С контрой - 100 очков за каждую взятку до зоны и 200 в зоне. 
С реконтрой - 200 очков за каждую взятку до зоны и 400 в зоне.

#### Подсад
Если разыгрывающая сторона не смогла набрать заказанное количество взяток, вистующие записывают себе над чертой за каждую недобранную взятку 50 очков, если разыгрывающие были до зоны, и 100 очков, если в зоне.
Если была контра, то штраф за подсад становится равным:
- До зоны — 100 очков за первую недобранную взятку, по 200 за вторую и третью, и по 300 за каждую следующую.
- В зоне — 200 очков за первую недобранную взятку, и по 300 за каждую следующую.

При наличии реконтры эти очки удваиваются

### Матч
Соревнуются две команды, каждая из которых состоит из двух пар. На первом столе пара от первой команды сидит на линии N-S, а пара от второй команды — на линии E-W; на втором — наоборот: пара от первой команды на линии E-W, от второй — на линии N-S. Все сдачи играются на обоих столах. Разница в результатах каждой сдачи переводится в так называемые ИМПы. Шкала ИМПов существенно нелинейна, это сделано для того, чтобы один крупный выигрыш не перекрыл по значимости все остальные сдачи. Сумма ИМПов переводится в VP (victory points) по таблице, соответствующей количеству сдач в матче. В матче обычно разыгрывается 30 VP, но одна команда не может получить больше 25 VP. Примеры счета матча в VP: 15-15, 17-13, 21-9, 25-5, 25-3, 25-0. Но есть таблицы перевода ИМП в VP из расчёта 20 VP на матч.

### Турнир пар
Турнир пар состоит из независимых между собой сдач; сдачи каждая пара игроков играет по очереди с какими-то другими участниками турнира, обычно по 2 (редко по 3) сдачи с одними и теми же оппонентами. Система смены оппонентов может быть различной и заранее определяется регламентом турнира. В результате игры каждая сдача играется за многими столами, в протоколе этой сдачи присутствуют результаты, сыгранные разными парами. Сравниваются между собой результаты, достигнутые на одних линиях (Север-ЮГ отдельно, Восток-Запад отдельно).
Применяют две стандартные схемы подсчёта результатов турниров пар. Одна (более распространенная) называется турниром на макс, в другой (на среднее) подсчёт ведётся на ИМПы. Тактика игры зависит от вида турнира.
Подсчёт очков в турнире на макс осуществляется следующим образом. Все записи на одной линии упорядочиваются, далее пара получает по два очка за каждую запись, хуже чем у них, и по одному очку за такую же точно запись. При этом не играет роли на сколько очков отстают друг от друга записи в протоколе. Обычно в результате набранные очки пересчитываются потом в проценты. Очень хороший результат в турнире — это 60 %, на практике недостижимые 100 % означают, что в каждой сдаче пара получила лучшую запись.
Подсчёт очков на ИМПы близок к подсчёту очков в матче. Берутся результаты, достигнутые в сдаче на одной линии, из них выбрасываются несколько крайних (максимальных и минимальных, для элиминации артефактов), оставшиеся результаты усредняются. Далее результат каждой пары сравнивается с этим средним результатом и переводится в импы. С развитием компьютерной техники часто используется также подсчёт числа ИМПов по сравнению со всеми остальными столами.

### Рейтинговая и разрядная система в бридже
Как и в других видах спорта, в спортивном бридже существуют разряды и рейтинг. За успешные выступления на спортивных турнирах, игроки получают определенное количество Мастерских Баллов и Рейтинговых очков. Существуют как национальные, так и международные рейтинги бриджистов.
В спортивной классификации Федерации Спортивного бриджа России сейчас есть 17 внутренних спортивных разрядов, от 5 (начинающий) до −5 (спортсмен мирового класса). При введении новой системы были оставлены только разряды, однако старые звания продолжают использоваться, и по ним можно определить новый разряд, и наоборот.
Таблица соответствия разрядов:
5, 4, 3, 2, 1 = нет специального звания;
0,5 = «кандидат в мастера»;
0/−0,5 = «клубный мастер»;
−1/−1,5 = «региональный мастер»;
−2/−2,5 = «национальный мастер»;
−3/−3,5 = «национальный гроссмейстер»;*
−4/−4,5 = «международный мастер»;
−5 = «международный гроссмейстер».
Примечание: Разряд −3,5 может соответствовать званию «международный мастер» в случае, если он был выполнен по нормативам WBF.

## Системы торговли
В ходе игры паре разрешается обмениваться информацией о картах, но есть два существенных ограничения:
- Информация может передаваться только с помощью заявок в процессе торговли и с помощью игры картами в ходе розыгрыша.
- Вся передаваемая информация должна быть доступна оппонентам. Как минимум, игрок должен объяснить значение любой заявки или игры картой своего партнёра, как только его об этом в надлежащее время (в момент своей очереди либо заявки в торговле, либо атаки, либо начала розыгрыша сразу после атаки противника) спросит оппонент (объяснения партнера или факт, что партнер потребовал объяснения — нелегальная информация). В крупных турнирах для этих целей нередко используются так называемые конвенционные карты, раскрывающие суть договорённостей пары.

Таким образом, пара может иметь различные значения для различных заявок, при условии, что оппоненты имеют возможность ознакомиться с их значениями. Тем не менее, на некоторых турнирах могут вводиться ограничения на определённые значения тех или иных заявок.
Набор значений различных заявок пары называется её системой торговли. Существует множество систем торговли, при этом наиболее популярными в России являются Общий язык, Точная трефа (также называемая Пресижн), Берёзка, Французская натуральная и Польский стандарт.
Назначения, контры, реконтры и даже пасы могут быть как натуральными, так и конвенционными.
Решение о том, какую масть и на каком уровне назвать, является одним из фундаментальных в бридже. Как правило, оно зависит от оценки руки игроком. Существует ряд методик оценки силы руки, базовой среди которых является подсчёт пунктов Милтона Уорка. Она может дополняться и более сложными методами, такими как подсчёт теряемых взяток, закон тотальных взяток и очки Zar.

## Терминология
Ознакомиться со значениями бриджевых терминов можно в Словаре бриджа или на сайте
.

## Бридж в литературе
- В детективном романе Агаты Кристи «Карты на стол» (в другом переводе «Карты на столе»[6]) во время игры в бридж происходит убийство. Анализ хода игры помогает детективу Эркюлю Пуаро выявить убийцу.
- В детективном романе Яна Флеминга «Лунный гонщик» (англ. Moonraker) подробно описана игра в элитном игровом клубе в робберный бридж. Главный герой Джеймс Бонд играет (в паре со своим шефом «М») против мошенника (Дрэкс — главный отрицательный герой) с целью разоблачения. Бонд выясняет, что Дрэкс, сдавая карты, видит их отражение в серебряном портсигаре и, таким образом, получает нелегальную информацию в каждой четвёртой сдаче. С целью проучить Дрэкса Бонд подменяет колоду другой, карты которой заранее сложены в определённом порядке. Расклад таков, что весьма слабые карты у Бонда и его партнёра позволяют ему забрать все 13 взяток. Спровоцировав Дрэкса на высокие ставки, разнообразные пари и контру, Бонд выигрывает большой шлем (семь треф) под реконтрой. Такой проигрыш является тяжёлым ударом даже для миллионера. Бонд называет расклад «расклад Калбертсона». Не совсем понятно, почему козырем является минорная масть — трефа. Тот же расклад, но с заменой трефы на пику или черву (мажорную масть) принёс бы ещё больший выигрыш. Возможно, Бонд хотел, чтобы у Дрэкса были сильные мажорные масти.
- В рассказе С. Моэма «Санаторий»[7] герои играют в бридж, причём один из них — Маклеод — умирает в момент своего триумфа: он поставил и выиграл большой шлем под реконтрой (в переводе «с дублем и редублем», что является ошибкой перевода). Назначенный шлем был весьма плохим контрактом: в тексте отмечается, что для успеха потребовались два импаса («вынужден был два раза прорезать») и, по-видимому, сквиз («заставил противников прокинуться»). Между тем добавочная премия за большой шлем не окупает такого большого риска потери премии за малый шлем и закрытый роббер.
- Повесть Луиса Сейкера The Cardturner[англ.] рассказывает о семнадцaтилетнем подростке, которого нанял его слепой дядя помогать ему играть в бридж. В начале главный герой ничего не знает о бридже, он только механически выполняет то, что ему говорит дядя. Но потом он начинает понимать и любить игру. В книге объясняется терминология и основные принципы игры, и показывается мир спортивного бриджа[8].

## Компьютерные программы
С 1997-го по 2019-й годы проводился чемпионат мира среди компьютерных программ, наибольшее число побед одержали программы 
Jack и Wbridge5.
С 2022-го проводятся неофициальные чемпионаты.
В марте 2022-го французский стартап NukkAI заявил, что их ИИ NooK выиграл у ботов больше игр, чем 8 чемпионов мира, которые играли с теми же ботами те же раздачи (розыгрыши, без торговли).